# Heir of the Ages
Heir of the Ages  (o The Heir of the Ages) è un film muto del 1917 diretto da Edward J. Le Saint (Edward LeSaint).

## Trama
Quando il mondo era ancora giovane, due fratelli amano la stessa donna. Lei, presa dal più forte, gli preferisce il fratello più debole. Dopo che il più forte salva l'altro dal diluvio, lei sceglie di morire con lui, piuttosto che continuare a vivere con il fratello minore.
In tempi moderni, Hugh Payne è proprietario di una miniera che si trova nel West e che gli serve per mantenere anche il lussuoso stile di vita del fratello Larry. Hugh ha cresciuto la giovane Abby Hope, di cui si innamora profondamente. Ma quando Larry, il fratello minore, viene in visita, corteggia la ragazza e i due decidono di sposarsi. Per non intralciare il loro matrimonio, Hugh finge con Abby di essere infatuato di un'altra donna. Salverà poi sia il fratello, sia la donna che ama da un incendio che si sviluppa nella casa dove vivono. Il fratello più giovane finalmente si rende conto che Hugh ama veramente Abby e si ritira, lasciando di nuovo insieme Hugh con l'amata.

## Produzione
Il film fu prodotto dalla Pallas Pictures, una piccola casa di produzione che sarebbe stata inglobata dalla Paramount Pictures.

## Distribuzione
Distribuito dalla Paramount Pictures, il film uscì nelle sale cinematografiche statunitensi il 21 giugno 1917.